# 11628 Katuhikoikeda
11628 Katuhikoikeda este un asteroid din centura principală de asteroizi.

## Descriere
11628 Katuhikoikeda este un asteroid din centura principală de asteroizi. A fost descoperit pe 13 noiembrie 1996 la Moriyama de Yasukazu Ikari. Asteroidul prezintă o orbită caracterizată de o semiaxă mare de 2,23 ua, o excentricitate de 0,05 și o înclinație de 6,4° în raport cu ecliptica.